# Dov'è l'Italia
Dov'è l'Italia è un singolo del cantautore italiano Motta, pubblicato il 6 febbraio 2019.
Il brano è stato presentato in gara al 69º Festival di Sanremo, dove si è piazzato al 14º posto in classifica. Il brano ha vinto la serata dei duetti, dove è stato eseguito da Motta e Nada.

## Video musicale
Il videoclip è stato pubblicato il 6 febbraio 2019 sul canale Vevo-YouTube del cantante.

## Classifiche
| Classifica (2019) | Posizione massima |
| ----------------- | ----------------- |
| Italia            | 45                |